# بيل ستريكلاند
بيل ستريكلاند (بالإنجليزية: Bill Strickland)‏ هو لاعب كرة قاعدة أمريكي، ولد في 29 مارس 1908 في راي سيتي في الولايات المتحدة، وتوفي في 26 يناير 2000 في ليكلاند في الولايات المتحدة.

## وصلات خارجية
- بيل ستريكلاند على موقعبيزبول رفرنس.كوم (الدوري الرئيسي) (الإنجليزية)